# Pseudostenophylax flavidus
Pseudostenophylax flavidus är en nattsländeart som beskrevs av Tian, Li Tian, Li, Yang och Sun, in Chen, editor 1993. Pseudostenophylax flavidus ingår i släktet Pseudostenophylax och familjen husmasknattsländor. Inga underarter finns listade i Catalogue of Life.